# Plesiocorys
Plesiocorys is een geslacht van uitgestorven zee-egels uit de familie Cardiasteridae.

## Soorten
- Plesiocorys (Plesiocorys) transiens Smith & Wright, 2003 † Turonien, Verenigd Koninkrijk.
- Plesiocorys (Plesiocorys) placenta Agassiz, in Agassiz & Desor, 1847 † Coniacien, West-Europa.
- Plesiocorys (Plesiocorys) basiprocta Smith & Wright, 2003 † Santonien, Verenigd Koninkrijk.
- Plesiocorys (Sternotaxis) plana (Mantell, 1822) † Turonien, Europa.
- Plesiocorys (Sternotaxis) aequituberculata (Cotteau, 1876) † Coniacien-Santonien, West-Europa.
- Plesiocorys (Sternotaxis) heberti (Cotteau, 1860) † Campanien-Maastrichtien, West-Europa.